# 王様戦隊キングオージャーVSキョウリュウジャー
- スーパー戦隊シリーズ
  - 王様戦隊キングオージャー > 王様戦隊キングオージャーVSキョウリュウジャー
  - 獣電戦隊キョウリュウジャー > 王様戦隊キングオージャーVSキョウリュウジャー

『王様戦隊キングオージャーVSキョウリュウジャー』（おうさませんたいキングオージャーたいキョウリュウジャー）は、2024年10月9日に発売されたオリジナルビデオ作品。42分。

## 概要
特撮テレビドラマスーパー戦隊シリーズの『王様戦隊キングオージャー』と『獣電戦隊キョウリュウジャー』のクロスオーバー作品で、東映Vシネマのレーベル「Vシネクスト」よりリリースされるVSシリーズ第30弾。映像ソフトとしてのリリースに先駆け、2024年4月26日には劇場公開も行われた。同時上映は『王様戦隊キングオージャーVSドンブラザーズ』。
『キョウリュウジャー』10周年を記念しているほか、キョウリュウジャーが『キングオージャー』第32・33話に出演したことから本作品が実現した。同話では声のみの出演に終わった桐生ダイゴ / キョウリュウレッド 役の竜星涼と空蝉丸 / キョウリュウゴールド 役の丸山敦史が久々に顔出し出演した。
『キョウリュウジャー』でメイン監督を務めた坂本浩一が監督、金子香緒里が脚本を務める。

## あらすじ
桐生ダイゴと空蝉丸は地球を侵略したダグデドを追いかけて宇宙へと旅立つ。だが、ダグデドにダイゴが捕まり、空蝉丸もデーボス軍に侵略されて20年が経過した別時空の地球に飛ばされた。
空蝉丸はプリンスを未来の世界から元の時空へ連れ帰ろうと試みるが、時空改変の影響で未来が変化し、マルチバースのチキューへと辿り着く。
そこでは宇蟲王となったギラのほかに、性格や境遇も変化した王様たちがいた。

## 登場人物
宇蟲王ギラ
幼少時代のギラが空蝉丸に大量のレインボージュルリラを食べさせられたことがきっかけで歴史が改変し、ダグデドをギラが倒し、新たな宇蟲王となった姿。
イーヴィルキング
「真の邪悪の王」を自称する宇蟲王ギラが邪気によって王鎧武装した姿。ギラが元に戻ってからも、ギラから抜け出た邪気がひとつに集結し、新たなイーヴィルキングが実体化した。
- ギラが宇蟲王になるということから、ライニオールの系譜でクワガタオージャーのイメージをさらに強調し、監督の坂本からのオーダーを受けて、S.I.C.のようなゴテゴテ感を出している。クワガタオージャーのカッコよさもありつつ怪人らしいキモさも出すために、『仮面ライダーストロンガー』の百目タイタンのように、大量の目を顔に付けている。

ヤセミツ・ハッチン
カグラギには敵いそうもない見た目の小兵の力士だが、八百長相撲であることから、カグラギに勝ってしまう。

## 本作品オリジナルの戦力
ガブリミックスシューター
ヴェノミックスシューターが変化したアイテムで、キョウリュウジャーの武器をキングオージャーがアームドオンすることが可能。
- ガブリボルバーのシリンダーを筒ディテールで模している。

クワガタオージャーカーニバル
ガブリミックスシューターの力でキングクワガタオージャーがパワーアップした姿。両腕にキョウリュウレッドの武器であるガブティラファングをアームド・オンして戦う。
- スーツはキョウリュウと共用のため張り物で変化できるようにしている。両肩はキョウリュウジャーのエンブレムの意匠となっている。

ガブティボルバー
小型化したガブティラであるミニティラが変化した銃。キングキョウリュウレッドのキングガブリカリバーと合体させることでキングガブルキャノンとなる。
ガブティラキョウリュウレッド
ガブティボルバーでダイゴがチェンジした姿。
- ガブティラの力による強化というオーダーのため、カーニバルではガブティラは胸部にいたが、頭部に来たことでより一体化したイメージとなっている。『VSキングオージャー』ということからマント要素を足している。

ガブティラキョウリュウレッドアニバーサリーカーニバル
ナンバー24「ケツァルクロス獣電池」とナンバー25「モサソールス獣電池」で、獣電アームズである「ケツァルボウガンアーム」と「モサソールスチェーンソーアーム」をアームド・オンした姿。
- 黄色ではなく少しでも新鮮味が出せるように水色を使用している。

## キャスト
- ギラ・ハスティー - 酒井大成[4]
- ヤンマ・ガスト - 渡辺碧斗[4]
- ヒメノ・ラン - 村上愛花[4]
- リタ・カニスカ - 平川結月[4]
- カグラギ・ディボウスキ - 佳久創[4]
- ジェラミー・ブラシエリ - 池田匡志[4]
- 桐生ダイゴロウ - 川名輪太郎[4][7]
- 桐生ダイゴ - 竜星涼[4]
- イアン・ヨークランド - 斉藤秀翼[4]
- 有働ノブハル - 金城大和[4]
- 立風館ソウジ - 塩野瑛久[4]
- アミィ結月 - 今野鮎莉[4]
- 空蝉丸 - 丸山敦史[4]
- 弥生ウルシェード - 飯豊まりえ[11]
- シオカラ - 千綿勇平[12]
- セバスチャン - 吉満寛人[7]
- モルフォーニャ - 長谷川かすみ[7]
- スズメ・ディボウスキ - 加村真美[7]
- 幼いラクレス - 藤井優[7]
- 幼いギラ - 有山実俊[7]
- ヤセミツ・ハッチン - ジャッキーちゃん[7]
- 桐生ダンテツ - 山下真司[7]

### 声の出演
- キョウリュウシアン - ロバート・ボールドウィン
- キョウリュウグレー - 出合正幸
- トリン - 森川智之
- キャンデリラ - 戸松遥[6]
- ラッキューロ - 折笠愛[6]
- イーヴィルキング - 酒井大成[7]
- ナレーション - 千葉繁[6][7]
- ダグデド・ドゥジャルダン - 石田彰[6]
- カメジム・ウンカ - 三木眞一郎[6]
- ゴーマ・ローザリア - 山路和弘[6]
- ヒルビル・リッチ - 沢城みゆき[6]
- ミノンガン・モウズ - 関智一[6]
- グローディ・ロイコディウム - 天野浩成[6]

### スーツアクター
- クワガタオージャー[13] - 伊藤茂騎
- 森博嗣
- 坂梨由芽
- 蜂須賀祐一
- 寺本翔悟
- スパイダークモノス[14]、キョウリュウブルー[15][16] - 高田将司
- キョウリュウレッド[17] - 押川善文
- キョウリュウブラック[16] - 竹内康博
- キョウリュウグリーン[18] - 浅井宏輔
- キョウリュウピンク[18]、アミィ結月（吹き替え）[18] - 野川瑞穂
- キョウリュウゴールド[18]、カメジム[19] - 蔦宗正人
- キングキョウリュウレッド[20] - 縄田雄哉
- 藤田洋平
- 清家利一
- 神前元
- デーボ・センキング[21] - 米岡孝弘
- 五十嵐睦美
- 今井靖彦
- 林本奈々
- 小森拓真
- 村岡弘之
- 神尾直子
- 佐藤義夫[注釈 1]
- 菊地雄人[注釈 2]
- 五味涼子
- 宮川連
- 酒井和真
- 川島翔太郎
- 齊藤謙也
- 鍜治洸太朗
- 三上真司
- 藤田慧
- 高木英一
- おぐらとしひろ
- 高橋光
- 堀内敬太
- 渡辺実
- 菅野聖
- 佐々木勇人
- 日下勇樹
- 煤孫新之助
- 酒井菜々子
- 岡田ひかる
- 赤座夏希
- 中村志穂
- 松本直也
- 安川桃香
- キョウリュウシアン[22] - 鈴木大樹
- キョウリュウグレー[23] - 橋渡竜馬
- 和田三四郎
- 松岡航平
- 清水林太郎
- 本田光騎
- 國井舞姫
- 小澤雄喜
- 大谷秀一郎
- 池澤知己
- 伊藤壮佑
- 大隈厚志
- Rio
- 大川将
- 久松宥希
- 石飛雄太
- 平野兼椰
- 中村粋
- 中村和貴
- アシダユウキ

## スタッフ
- 原作 - 八手三郎[24][6]
- 脚本 - 金子香緒里[24][6]
- 音楽 - 佐橋俊彦、坂部剛
- 脚本監修 - 高野水登
- 撮影 - 相葉実
- 照明 - 林大樹
- 美術 - 田中涼
- 編集 - 金田昌吉
- 録音 - 甲斐匡
- 助監督 - 伊藤良一
- 制作担当 - 中島嘉隆
- ラインプロデューサー - 佐々木幸司
- プロデューサー - 山田真行・藤田航平（東映ビデオ）、大森敬仁・久慈麗人（東映）[6]、矢田晃一（東映エージエンシー）
- 監督・アクション監督 - 坂本浩一[24][6]

## 音楽
「全力キング」
作詩・歌 - 古川貴之 / 作曲・編曲 - 園田健太郎
「VAMOLA!キョウリュウジャー」
作詞 - 藤林聖子 / 作曲 - 持田裕輔 / 編曲 - 山下康介・持田裕輔 / 歌 - 鎌田章吾
「Pride and Brave」
作詩 - 渡部紫緒 / 作曲 - 佐橋俊彦 / 編曲 - 坂部剛 / 歌 - 高取ヒデアキ
「カミツキ・ブレイブ」
作詞 - 只野菜摘 / 作曲 - 羽岡佳 / 編曲 - 佐藤清喜 / 歌 - 伊勢大貴
「United Hearts」
作詩 - 渡部紫緒 / 作曲 - 坂部剛 / 編曲 - 大石憲一郎 / 歌 - 高橋秀幸

## 制作
『キョウリュウジャー』10周年記念のVシネクスト企画は、『帰ってきた獣電戦隊キョウリュウジャー 100 YEARS AFTER』を『キョウリュウジャー』放送終了後にやっていたことと、今野鮎莉も引退していたため、後日談のようなものは無理と思っていたことから、『キングオージャー』とのコラボ回が『キョウリュウジャー』10周年をカバーできるようなものになればいいと思っていたという。当初は『キングオージャー』のテレビシリーズのキョウリュウジャーとのコラボ回には桐生ダイゴ1人が出る想定で、『キングオージャー』がクランクインする前に竜星涼に出演を依頼したという。だが、テレビシリーズと竜星のスケジュールが合わず、Vシネマの方の目玉をダイゴの登場とし、テレビでその伏線を作ったという。Vシネマでやるというのを決めていて、テレビシリーズ客演はそれがあってのものであり、テレビでダイゴ以外のみんなを中心に描きつつ、Vシネマのほうで竜星を出すというバランスで決めていたという。だが、竜星の出演が決まった後、今野が人づてに連絡を取ったことがきっかけで、声のみも含めてキャスト全員が結果的に揃ったという。
キャスト全員の出演が可能ということが分かってからは、予算の確保などから、『キングオージャー』テレビシリーズでのコラボと本作品はセットで動かしたという。テレビシリーズでは、キョウリュウジャー全員は揃わないが、Vシネクストでは全員集合する、という建て付けを考え、映画でダイゴと空蝉丸の活躍を見せることとなったが、その噂を聞き付けた飯豊まりえも連絡してきたことから、プロデューサーの大森も想定していない規模で豪華になっていたという。
『キングオージャー』テレビシリーズコラボ回の脚本を作った後に、本作品のストーリーを改めて考えたという。テレビシリーズで宇宙へとダグデドを追って向かったダイゴと空蝉丸の顛末を見たいという話となり、キョウリュウジャーの単独作品ではなく、キングオージャーとのコラボ作品であることから、王様戦隊と獣電戦隊の2つが出て意味があるものにする、ということも考えている。監督の坂本の意見も物語に多く反映されており、テレビシリーズでプリンスがダイゴの息子であることは匂わせていたため、過去と未来を行き来するという話になり、メタバースのアイデアが出てきたことで、徐々にまとめていったという。
脚本制作時に、『キングオージャー』テレビシリーズのクライマックスの流れが決まり、本作品でやることが見えてきたが、尺的にも最終三部作以上の盛り上げは難しいため、『帰ってきた』シリーズのような要素を含む楽しみ方を目指したといい、テレビシリーズの役柄とは異なるアプローチをしている。

## 映像ソフト化
Blu-ray / DVDでリリース。また、東映ビデオオンラインショップでBlu-ray特別版を予約すると、DVD版の本編ディスクが特典として同梱される。
- 『王様戦隊キングオージャーVSドンブラザーズ』『王様戦隊キングオージャーVSキョウリュウジャー』DVD通常版（1枚組、2024年10月9日発売）
  - 映像特典
    - PR集
- 『王様戦隊キングオージャーVSドンブラザーズ』『王様戦隊キングオージャーVSキョウリュウジャー』Blu-ray通常版（1枚組、2024年10月9日発売）
  - 音声特典
    - オーディオコメンタリー（酒井大成×渡辺碧斗×村上愛花×平川結月×佳久創×池田匡志）

  - 映像特典
    - 『王様戦隊キングオージャーVSドンブラザーズ』未公開シーン
    - 『王様戦隊キングオージャーVSドンブラザーズ』メイキング
    - 『王様戦隊キングオージャーVSキョウリュウジャー』メイキング
    - 最速舞台挨拶
    - SNS用PR動画集
    - ショートメイキング集
    - PR集
    - キングズデータファイル
    - ポスターギャラリー
- 【初回生産限定】『王様戦隊キングオージャーVSドンブラザーズ』『王様戦隊キングオージャーVSキョウリュウジャー』特別版キョウリュウVer.（1枚組、2024年10月9日発売）
  - セット内容
    - 『王様戦隊キングオージャーVSドンブラザーズ』『王様戦隊キングオージャーVSキョウリュウジャー』（通常版と共通）
    - DXガブリミックスシューター
    - スペシャルフォトブック『王様戦隊キングオージャーVSキョウリュウジャー』Ver.
    - 主題歌CD